# Idiocera (Idiocera) abjecta
Idiocera (Idiocera) abjecta is een tweevleugelige uit de familie steltmuggen (Limoniidae). De soort komt voor in het Palearctisch gebied.